# Баркентина
Баркенти́на або шхуна-барк (англ. barquentine; schooner barque) — вітрильне судно з трьома або більше щоглами; з прямим вітрильним озброєнням на фок-щоглі та косим на грот-, бізань- та будь-яких інших щоглах.

## Сучасне вітрильне озброєння баркентини

План вітрильного озброєння баркентини

У той час як судно з повним оснащенням має пряме вітрильне озброєння на всіх трьох щоглах, а барк має пряме озброєння на всіх, за винятком бізань-щогли, баркентина має прямі вітрила лише на фок-щоглі. Переваги меншого екіпажу, добрий хід у фордевінд і водночас здатність ходити відносно круто до вітру, перевозячи багато вантажу, зробили його популярним судном наприкінці ХІХ століття.
Сьогодні озброєння баркентини має популярність на сучасних великих і менших спортивних вітрильниках, оскільки переважання на них косих вітрил покращує їх ходові якості на гострих курсах, а пряме вітрильне озброєння на фок-щоглі забезпечує високу швидкість на великих відстанях у фордевінд, а також ефектний вигляд у порту.

## Етимологія
Термін «баркентина» з'явився в XVII столітті, утворений від слова «барк» за зразком слова «бригантина» — назви двощоглового судна, що має прямі вітрила лише на передній щоглі, і, очевидно, утвореного від слова «бриг».

## Історичні та сучасні приклади суден
- Gazela Primeiro, 1901 року.

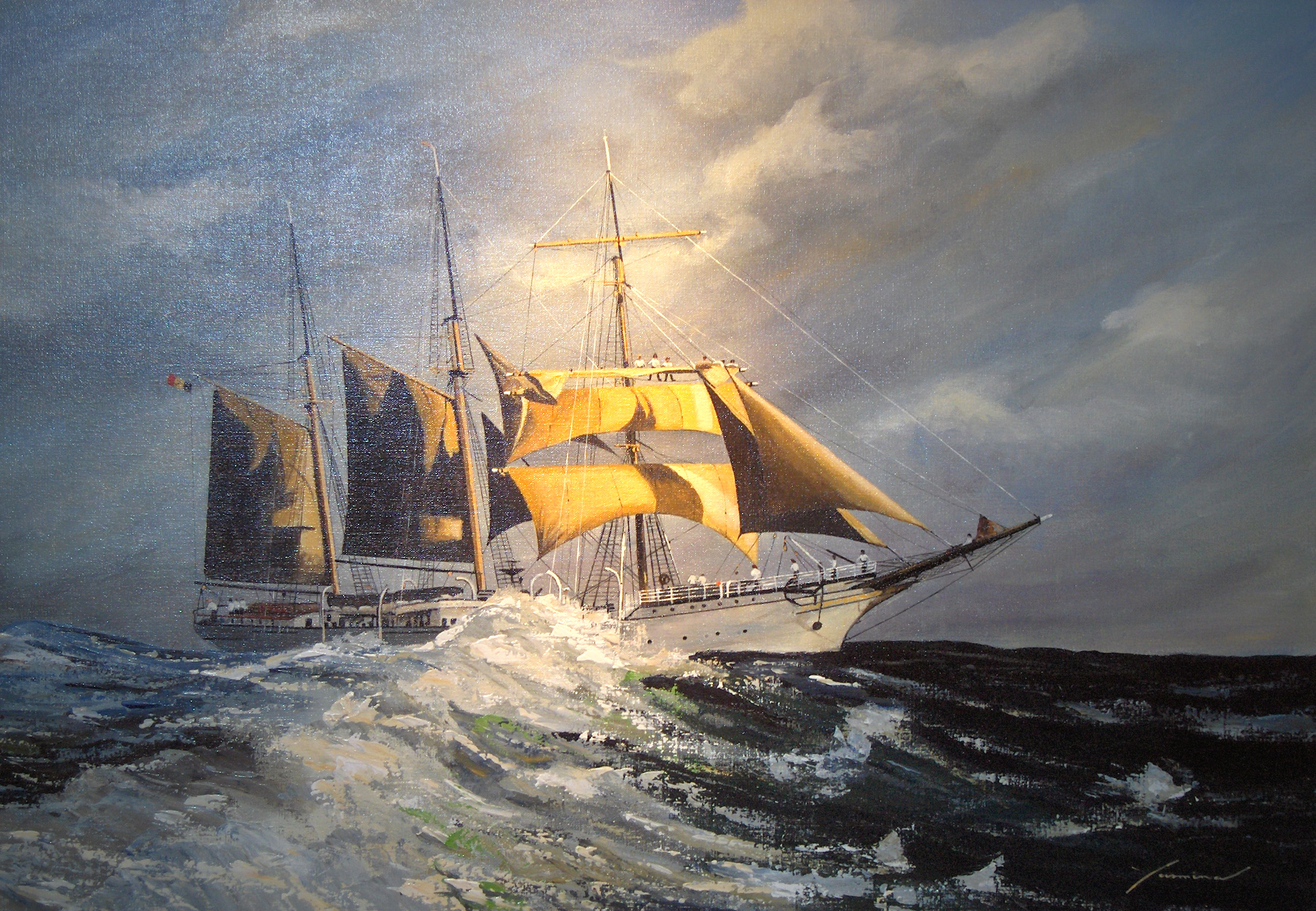
Баркентина «Меркатор» у морі, картина Ясміни ван Гове (Остенде, Бельгія)

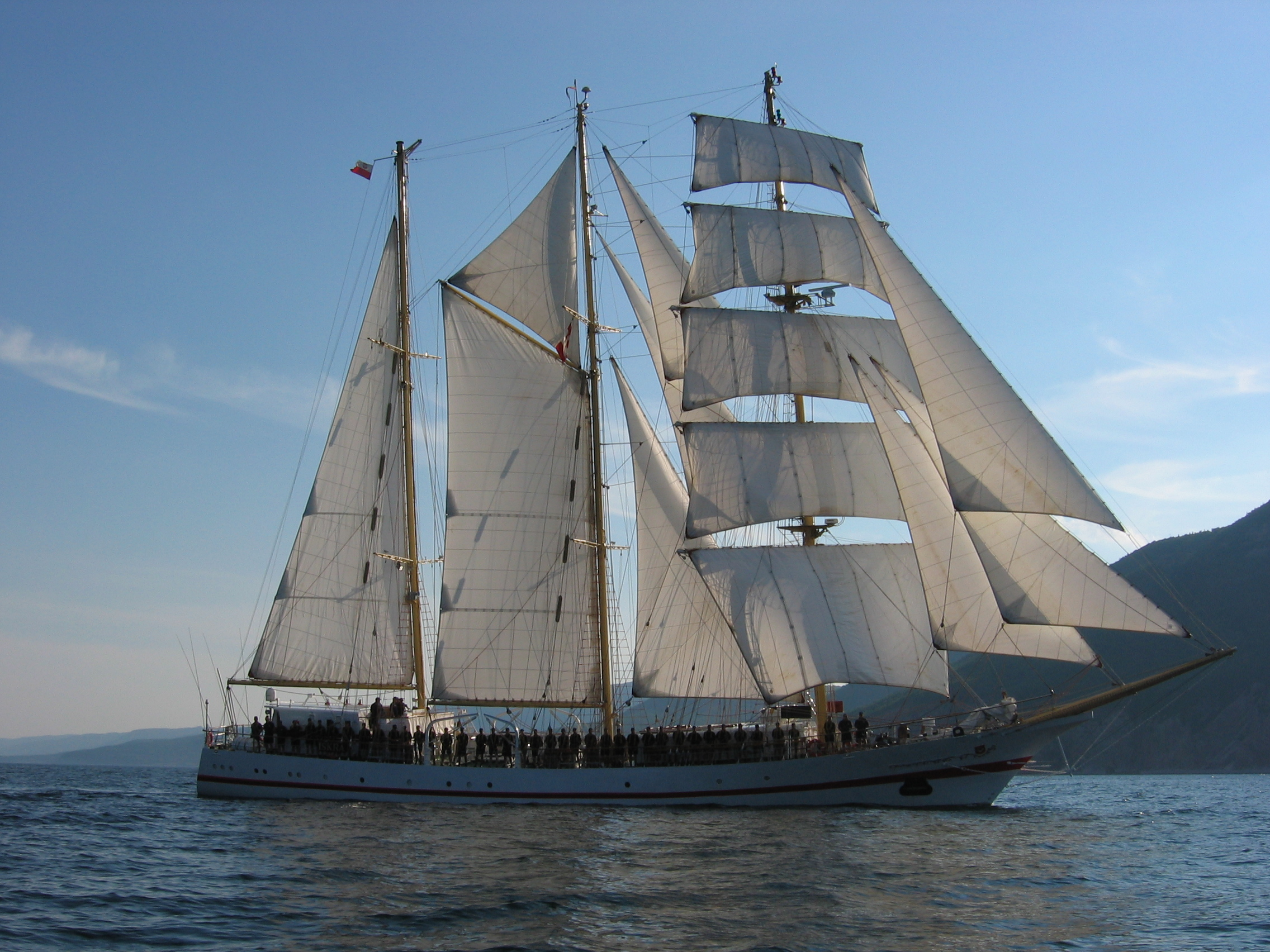
Польська баркентина «Іскра (корабель, 1982)» на різних щоглах має пряме, гафельне і бермудське вітрильне озброєння.

- Concordia, вітрильний навчальний корабель, який перекинувся і затонув 17 лютого 2010 року.
- Mercator 1932 року, бельгійський навчальний корабель.
- Transit, експериментальний проєкт 1800, вітрилами якого можна було повністю керувати з палуби.
- Peacemaker спущений на воду в 1989 році.
- Багато менших кораблів королівського флоту кінця дев'ятнадцятого століття були оснащені як баркентини, в тому числі і канонерські човни класу Redbreast.
- Енд'юренс, яким командував сер Ернест Шеклтон і який був роздавлений льодом у морі Ведделла під час Імперської трансантарктичної експедиції 1914—1917 років.
- KRI Dewaruci ВМС Індонезії, спущений на воду і введений в експлуатацію в 1953 році, добре відомий корабель, який використовувався для підготовки курсантів і був посильним судном, нині плаває навколо світу і відвідує багато країн.
- Esmeralda, вітрильний навчальний корабель ВМС Чилі.
- City of New York, арктичний вітрильний корабель
- Навчальні вітрильні кораблі класу «Погорія» польської побудови Pogoria, Kaliakra та Iskra[pl] .
- Тур-Хейєрдал[4]
- Southern Swan (Svanen), корабель 1922 року, переоснащений на баркентину з первісного озброєння шхуни. Базується в гавані Сіднея, призначається для круїзів[5].
- Juan Sebastián Elcano (1927)
- Spirit of New Zealand 1986 — навчальний корабель для підготовки молоді.
- Leeuwin II, вітрильний навчальний корабель, який базується у Фрімантлі, Австралія